# Jeorjia Tsilingiri
Jeorjia Tsilingiri (gr.: Γεωργία Τσιλιγκίρη, Geo̱rgía Tsiligkíri̱; ur. 21 czerwca 1972 w Pireusie) – grecka lekkoatletka, specjalizująca się w skoku o tyczce.

## Osiągnięcia
- kilkunastokrotna mistrzyni Grecji
- wielokrotna rekordzistka kraju[2]

Wielokrotnie reprezentowała Grecję na najważniejszych międzynarodowych imprezach, jednak bez znaczących sukcesów. W jedynym starcie na igrzyskach olimpijskich (Ateny 2004) zajęła 16. miejsce w eliminacjach i nie awansowała do finału. Kilkukrotnie zajmowała miejsca tuż za podium podczas zawódów Superligi Pucharu Europy.

## Rekordy życiowe
- skok o tyczce – 4,47 (2004)
- skok o tyczce (hala) – 4,37 (2002)